# Dypsis fasciculata
Dypsis fasciculata – gatunek palmy z rzędu arekowców (Arecales). Występuje endemicznie na Madagaskarze, w prowincjach Antsiranana oraz Toamasina. Można go spotkać między innymi w Parku Narodowym Marojejy.
Rośnie w bioklimacie wilgotnym. Występuje na wysokości do 500 m n.p.m.